# Gran Premio di Spagna 1973
Il Gran Premio di Spagna 1973, XIX Gran Premio de España di Formula 1 e quarta gara del campionato di Formula 1 del 1973, si è disputato il 29 aprile sul Circuito del Montjuïc ed è stato vinto da Emerson Fittipaldi su Lotus-Ford Cosworth.

## Qualifiche
| Pos | No | Pilota               | Costruttore       | Squadra                        | Tempo  | Gap  |
| --- | -- | -------------------- | ----------------- | ------------------------------ | ------ | ---- |
| 1   | 2  | Ronnie Peterson      | Lotus-Ford        | John Player Team Lotus         | 1:21.8 |      |
| 2   | 5  | Denny Hulme          | McLaren-Ford      | Yardley Team McLaren           | 1:22.5 | +0.7 |
| 3   | 4  | François Cevert      | Tyrrell-Ford      | Elf Team Tyrrell               | 1:22.7 | +0.9 |
| 4   | 3  | Jackie Stewart       | Tyrrell-Ford      | Elf Team Tyrrell               | 1:23.2 | +1.4 |
| 5   | 6  | Peter Revson         | McLaren-Ford      | Yardley Team McLaren           | 1:23.4 | +1.6 |
| 6   | 7  | Jacky Ickx           | Ferrari           | Scuderia Ferrari SpA SEFAC     | 1:23.5 | +1.7 |
| 7   | 1  | Emerson Fittipaldi   | Lotus-Ford        | John Player Team Lotus         | 1:23.7 | +1.9 |
| 8   | 14 | Clay Regazzoni       | BRM               | Marlboro BRM                   | 1:23.7 | +1.9 |
| 9   | 9  | Mike Hailwood        | Surtees-Ford      | Brooke Bond Oxo Team Surtees   | 1:24.2 | +2.4 |
| 10  | 15 | Jean-Pierre Beltoise | BRM               | Marlboro BRM                   | 1:24.2 | +2.4 |
| 11  | 16 | Niki Lauda           | BRM               | Marlboro BRM                   | 1:24.3 | +2.5 |
| 12  | 17 | Wilson Fittipaldi    | Brabham-Ford      | Motor Racing Developments Ltd  | 1:24.5 | +2.7 |
| 13  | 19 | Jackie Oliver        | Shadow-Ford       | UOP Shadow Racing Team         | 1:24.6 | +2.8 |
| 14  | 20 | George Follmer       | Shadow-Ford       | UOP Shadow Racing Team         | 1:24.7 | +2.9 |
| 15  | 18 | Carlos Reutemann     | Brabham-Ford      | Motor Racing Developments Ltd  | 1:24.7 | +2.9 |
| 16  | 10 | Carlos Pace          | Surtees-Ford      | Brooke Bond Oxo Team Surtees   | 1:25.0 | +3.2 |
| 17  | 21 | Andrea De Adamich    | Brabham-Ford      | Ceramica Pagnossin Team MRD    | 1:25.2 | +3.4 |
| 18  | 11 | Henri Pescarolo      | March-Ford        | STP March Racing Team          | 1:26.1 | +4.3 |
| 19  | 12 | Mike Beuttler        | March-Ford        | Clarke-Mordaunt-Guthrie Racing | 1:26.2 | +4.4 |
| 20  | 24 | Nanni Galli          | Iso Marlboro-Ford | Frank Williams Racing Team     | 1:26.3 | +4.5 |
| 21  | 23 | Howden Ganley        | Iso Marlboro-Ford | Frank Williams Racing Team     | 1:26.5 | +4.7 |
| 22  | 25 | Graham Hill          | Shadow-Ford       | Embassy Racing                 | 1:30.3 | +8.5 |

## Gara
| Pos | No | Pilota               | Costruttore       | Giri | Tempo/Ritiro        | Pos. Griglia | Punti |
| --- | -- | -------------------- | ----------------- | ---- | ------------------- | ------------ | ----- |
| 1   | 1  | Emerson Fittipaldi   | Lotus-Ford        | 75   | 1:48:19.3           | 7            | 9     |
| 2   | 4  | François Cevert      | Tyrrell-Ford      | 75   | + 42.7              | 3            | 6     |
| 3   | 20 | George Follmer       | Shadow-Ford       | 75   | + 1:13.1            | 14           | 4     |
| 4   | 6  | Peter Revson         | McLaren-Ford      | 74   | +1 Giro             | 5            | 3     |
| 5   | 15 | Jean-Pierre Beltoise | BRM               | 74   | +1 Giro             | 10           | 2     |
| 6   | 5  | Denny Hulme          | McLaren-Ford      | 74   | +1 Giro             | 2            | 1     |
| 7   | 12 | Mike Beuttler        | March-Ford        | 74   | +1 Giro             | 19           |       |
| 8   | 11 | Henri Pescarolo      | March-Ford        | 73   | +2 Giri             | 18           |       |
| 9   | 14 | Clay Regazzoni       | BRM               | 69   | +6 Giri             | 8            |       |
| 10  | 17 | Wilson Fittipaldi    | Brabham-Ford      | 69   | +6 Giri             | 12           |       |
| 11  | 24 | Nanni Galli          | Iso Marlboro-Ford | 69   | +6 Giri             | 20           |       |
| 12  | 7  | Jacky Ickx           | Ferrari           | 69   | +6 Giri             | 6            |       |
| Ret | 18 | Carlos Reutemann     | Brabham-Ford      | 66   | Trasmissione        | 15           |       |
| Ret | 23 | Howden Ganley        | Iso Marlboro-Ford | 63   | Mancanza di benzina | 21           |       |
| Ret | 2  | Ronnie Peterson      | Lotus-Ford        | 56   | Cambio              | 1            |       |
| Ret | 3  | Jackie Stewart       | Tyrrell-Ford      | 47   | Freni               | 4            |       |
| Ret | 16 | Niki Lauda           | BRM               | 28   | Gomma               | 11           |       |
| Ret | 25 | Graham Hill          | Shadow-Ford       | 27   | Freni               | 22           |       |
| Ret | 9  | Mike Hailwood        | Surtees-Ford      | 25   | Perdita d'olio      | 9            |       |
| Ret | 19 | Jackie Oliver        | Shadow-Ford       | 23   | Motore              | 13           |       |
| Ret | 21 | Andrea De Adamich    | Brabham-Ford      | 17   | Ruota               | 17           |       |
| Ret | 10 | Carlos Pace          | Surtees-Ford      | 13   | Trasmissione        | 16           |       |

## Statistiche
Piloti
- 9ª vittoria per Emerson Fittipaldi
- 1° e unico podio per George Follmer
- 1º giro più veloce per Ronnie Peterson

Costruttori
- 50° vittoria per la Lotus
- 1° podio per la Shadow

Motori
- 55° vittoria per il motore Ford Cosworth
- 50º giro più veloce per il motore Ford Cosworth
- 150º Gran Premio per il motore BRM

Giri al comando
- Ronnie Peterson (1-56)
- Emerson Fittipaldi (57-75)

## Classifiche

### Piloti
| Pos. | Pilota               | Punti |
| ---- | -------------------- | ----- |
| 1    | Emerson Fittipaldi   | 31    |
| 2    | Jackie Stewart       | 19    |
| 3    | François Cevert      | 12    |
| 4    | Peter Revson         | 9     |
| 5    | Denny Hulme          | 9     |
| 6    | Arturo Merzario      | 6     |
| 7    | George Follmer       | 5     |
| 8    | Jacky Ickx           | 5     |
| 9    | Jean-Pierre Beltoise | 2     |
| 10   | Wilson Fittipaldi    | 1     |
| 11   | Clay Regazzoni       | 1     |

### Costruttori
| Pos. | Team         | Punti |
| ---- | ------------ | ----- |
| 1    | Lotus-Ford   | 31    |
| 2    | Tyrrell-Ford | 27    |
| 3    | McLaren-Ford | 15    |
| 4    | Ferrari      | 9     |
| 5    | Shadow-Ford  | 5     |
| 6    | BRM          | 3     |
| 7    | Brabham-Ford | 1     |